# Mateo Mejía
Mateo Mejía (Zaragoza, España; 3 de marzo del 2003) es un futbolista hispano-colombiano que se desempeña como delantero. Actualmente juega en el Burgos Club de Fútbol.

## Carrera

### Clubes
Comenzó a jugar en la cantera del Real Zaragoza. En 2019, tras una temporada en la que marcó sesenta y tres goles, pasó a formar parte de la Academia del Manchester United. Firmó por el club mancuniano por cuatro temporadas y 0,7 millones de euros. 
Tras numerosas lesiones con el filial del Manchester consigue una continuidad que incluso le lleva a inicios de la temporada 2023-24 a realizar la pretemporada con el primer equipo y a jugar un partido amistoso contra el Wrexham.
En el mercado de invierno de esa temporada rescinde su contrato con el United y ficha por el Sevilla Atlético, filial del Sevilla FC. Marcaba su primer gol en la segunda aparición con el equipo.
Con la marcha de En-Nesyri y Rafa Mir del Sevilla FC, comenzó la pretemporada con el primer equipo. Debutó el 29 de septiembre de 2024 contra el Athletic Club al salir del banquillo en la segunda parte.
El 22 de julio de 2025, pasa a formar parte de la plantilla del Burgos Club de Fútbol de la Segunda División.

### Selección
Ha sido internacional Sub-20 y Sub-21 con Colombia.

### Clubes
Actualizado al último partido disputado el 24 de mayo de 2025.
| Club              | País       | Periodo   | Partidos (goles) |
| ----------------- | ---------- | --------- | ---------------- |
| Manchester Sub-23 | Inglaterra | 2021-2023 | 30(5)            |
| Sevilla Atlético  | España     | 2024-2025 | 47(11)           |
| Sevilla F.C.      | España     | 2024-2025 | 1 (0)            |
| Burgos C.F.       | España     | 2025-Act. |                  |

## Palmarés
| Título             | Club (*)         | País   | Año     |
| ------------------ | ---------------- | ------ | ------- |
| Segunda Federación | Sevilla Atlético | España | 2023-24 |